# Phyllonorycter leucocorona
Phyllonorycter leucocorona is een vlinder uit de familie van de mineermotten (Gracillariidae). De wetenschappelijke naam van de soort werd voor het eerst geldig gepubliceerd in 1957 door Tosio Kumata.